# Jean Claude Colin
Jean-Claude Colin (Saint-Bonnet-le-Troncy, 7 agosto 1790 – Pomeys, 28 febbraio 1875) è stato un religioso francese, fondatore della Società di Maria.

## Biografia
Ottavo dei nove figli di Jaques e Marie Gonnet, perse presto entrambi i genitori ed all'età di quattordici anni entrò nel seminario di Saint-Jodard: passò poi a quelli di Alix, Verrières ed infine a quello di Saint-Irénée di Lione, dove completò la sua formazione teologica e filosofica.
Venne ordinato sacerdote il 22 luglio 1816 ed il giorno successivo, presso il santuario di Fourvière, con altri undici compagni, decise di consacrarsi alla Vergine mediante la fondazione di una nuova congregazione, quella dei Maristi: le costituzioni dell'istituto vennero elaborate da Colin nel periodo successivo, mentre era assistente del parroco di Cerdon, e vennero approvate dai vescovi di Pinerolo, Puy e Belley e da Denis de Frayssinous, ministro per gli affari ecclesiastici.
Papa Gregorio XVI approvò la fondazione con il breve Omium gentium salutis del 29 aprile 1836 ed il 15 novembre successivo Colin venne eletto superiore generale della congregazione.
Sotto la sua gestione, i maristi iniziarono a dedicarsi all'istruzione della gioventù, alle missioni popolari ed a quelle estere, soprattutto in Oceania.
Nel 1854 si ritirò a La Neylière, presso Pomeys, dove si spense nel 1875.